# 似鱸無鰾鮋
似鱸無鰾鮋，為輻鰭魚綱鮋形目鮋亞目平鮋科的其中一種，為亞熱帶海水魚，分布於西南太平洋澳洲及紐西蘭海域，棲息深度50-750公尺，體長可達47公分，棲息在大陸棚及大陸坡，以烏賊、蝦子及魚類為食，頭部及背鰭具有毒棘，生活習性不明，可做為食用魚。

## 扩展阅读
維基物種上的相關：似鱸無鰾鮋